# Moschea Ferhadija (Sarajevo)
La moschea Ferhadija (Bosniaco: Ferhat-pašina džamija, Turco: Ferhad Paşa Camii), anche nota come moschea Ferhat-Pasha, Moschea Ferhad-Beg Vuković, è un edificio centrale nella città di Sarajevo, costruita dal Sanjak-bey (governatore) bosniaco Ferhad-Beg Vuković, discendente della famosa famiglia Vuković-Desisalić. La moschea ha una cupola, posta sopra l'area di preghiera (namaz) e tre piccole cupole presso il chiostro ed è una delle maggiori realizzazioni del dominio ottomano nel XVI secolo in Bosnia ed Erzegovina e dell'architettura islamica.
La moschea Ferhadija riflette la piena maturità dello stile classico-ottomano nella cupola, nel porticolo con piccole cupole e nel minareto.
I lavori di ricerca sulla decorazione pittorica all'interno della moschea, effettuati nel 1964/1965 ha rivelato cinque strati dipinti risalenti a varie epoche. Le decorazioni più antiche e di maggior valore risalgono al XVI secolo (nella cupola, sulla corniche e sui pennacchi, la base delle calotte d'angolo, il miḥrāb e le lunette della fila inferiore di finestre), appartenenti al gruppo noto come ornamento Rumi, visibili anche nella moschea Aladža a Foča.
Il successivo livello (sulle calotte, la parte centrale del miḥrāb e la superficie della cupola) è costituito da decorazione puramente floreali con le caratteristiche stilistiche del XVIII secolo. Il terzo ed il quarto risalgono alla fine del XIX secolo (1878) e al primo quarto del XX.
La moschea è stata danneggiata durante la Guerra in Bosnia ed Erzegovina nel 1992-1995.